# Gimnastyka na Letnich Igrzyskach Olimpijskich 1932 – ćwiczenia na drążku mężczyzn
Ćwiczenia na  drążku były jedną z konkurencji gimnastycznych rozgrywanych podczas Letnich Igrzysk Olimpijskich 1932. Zawody zostały rozegrane w dniu 11 sierpnia 1932 r. Wystartowało 12 zawodników z sześciu krajów.

## Format
Zawody polegały na wykonywaniu dwóch układów ćwiczeń: obowiązkowego i dowolnego. O kolejności decydowała suma punktów za oba układy.

## Wyniki
| Pozycja | Zawodnik            | Reprezentacja     | Układ obowiązkowy | Układ dowolny | Łącznie |
| ------- | ------------------- | ----------------- | ----------------- | ------------- | ------- |
| 1.      | Dallas Bixler       | Stany Zjednoczone | 26,6              | 28,4          | 55,0    |
| 2.      | Heikki Savolainen   | Finlandia         | 27,5              | 26,7          | 54,2    |
| 3.      | Einari Teräsvirta   | Finlandia         | 27,6              | 26,6          | 54,2    |
| 4.      | Ilmari Pakarinen    | Finlandia         | 26,2              | 25,6          | 51,8    |
| 4.      | István Pelle        | Węgry             | 25,7              | 26,1          | 51,8    |
| 6.      | Michael Schuler     | Stany Zjednoczone | 24,4              | 22,3          | 46,7    |
| 7.      | Miklós Péter        | Węgry             | 24,6              | 20,8          | 45,4    |
| 8.      | Mahito Haga         | Japonia           | 19,0              | 18,4          | 37,4    |
| 9.      | Ismael Mosqueira    | Meksyk            | 20,8              | 12,0          | 32,8    |
| 10.     | Al Jochim           | Stany Zjednoczone | 24,1              | -             | 24,1    |
| 11.     | Savino Guglielmetti | Włochy            | 23,9              | -             | 23,9    |
| 12.     | Giovanni Lattuada   | Włochy            | 22,7              | -             | 22,7    |